# Warmfront

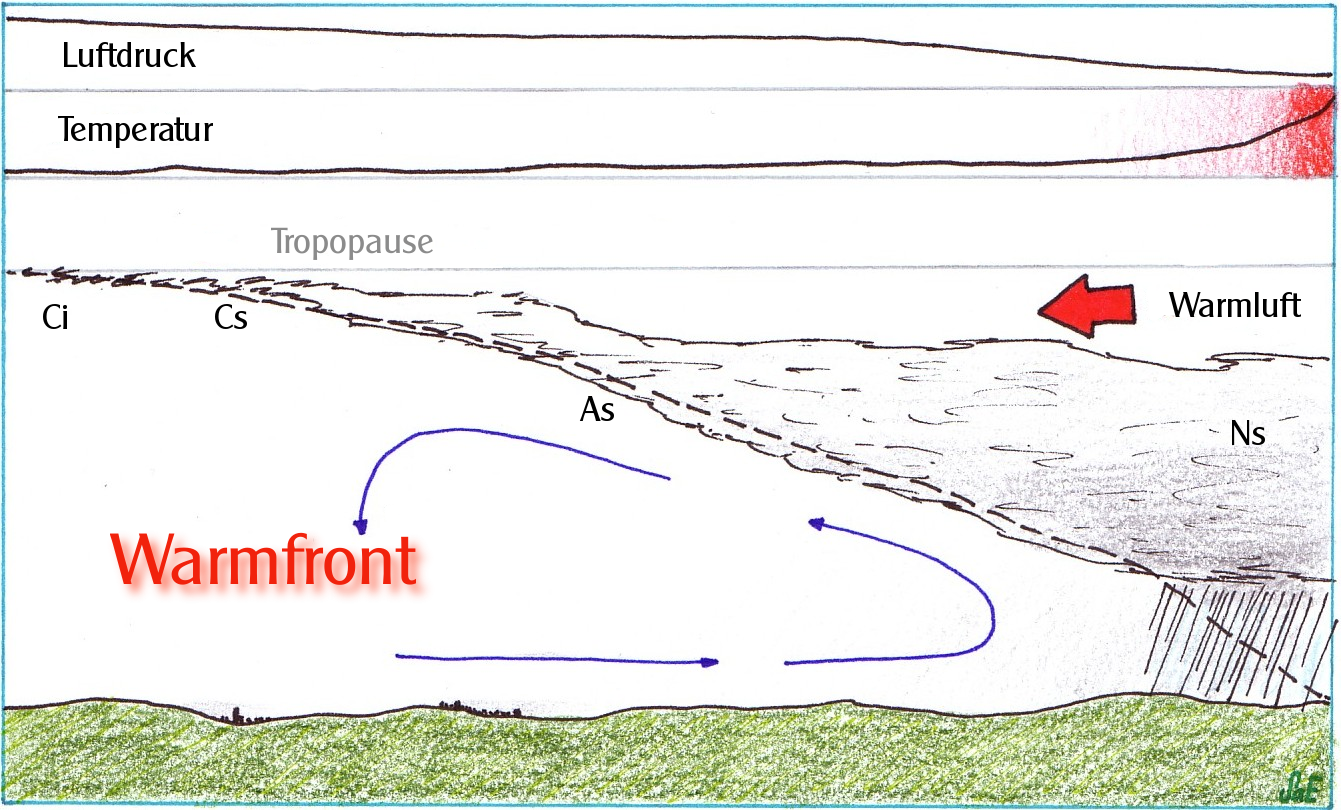
Darstellung einer Warmfrontpassage

Symbol der Warmfront auf Wetterkarten

Die Warmfront ist, wie auch die Kaltfront, eine Wettererscheinung im Zusammenhang mit einem Tiefdruckgebiet. Warme und daher leichtere Luftmassen gleiten auf die in Zugrichtung vor ihnen liegenden schwereren kalten Luftmassen auf. Die Wetterereignisse sind in der Regel ruhiger als an Kaltfronten. Im Bereich der aufgleitenden warmen Luftmassen bilden sich erst Cirruswolken, gefolgt von Cirrostratus-, Altostratus- und dann Nimbostratuswolken. Der in der Regel gleichmäßige und langanhaltende Landregen beginnt, wenn die Sonne durch den Altostratus vollständig verdeckt wird. Mäßiger oder starker Regen fällt dann aus dem Nimbostratus. Im Sommer kann es auch zu Warmlufteinschubgewittern kommen.
In einer Wetterkarte werden Warmfronten durch rote Halbkreise gekennzeichnet, welche in Zugrichtung weisen.
Der Luftdruck ist vor der Warmfront leicht fallend, dahinter zunehmend fallend, die Temperatur steigt mit Eintreffen der Warmfront an (Verlauf siehe oben im Diagramm). Der Wind dreht vor der Warmfront meist zurück (zum Beispiel von Süd nach Süd-Ost). Nach dem Durchgang der Front ist eine deutliche Windrichtungsänderung spürbar, auf der Nordhalbkugel der Erde aufgrund der Corioliskraft rechtsdrehend, zum Beispiel von Süd nach Süd-West.
Bei einem Tiefdruckwirbel bewegt sich die Warmfront vor der Kaltfront. Die Kaltfront holt die Warmfront schließlich durch ihre höhere Geschwindigkeit ein. Beim Aufgleiten der Warmluft verliert die Warmfront nämlich ständig Bewegungsenergie, da diese beim Aufgleiten in Lageenergie umgewandelt wird. Durch den Verlust von Bewegungsenergie wird die Warmfront immer langsamer, während die Kaltfront ihre Anfangsgeschwindigkeit weitgehend beibehält.
Zwischen Warm- und Kaltfront liegt der Warmsektor. In dem Bereich, in dem beide Luftmassen verschmelzen, entsteht die Okklusion.